# 稲毛女房
稲毛女房（いなげのにょうぼう）は、鎌倉時代の女性。実名は不詳。武蔵国の豪族稲毛重成の妻となったことで、こう通称される。

## 生涯
北条時政の娘として生まれた。異母姉兄に北条政子、北条義時等がいる。
稲毛重成の妻となり、一男一女を産んだ。病に悩まされ、いよいよ危うくなると、その様子が建久6年6月28日（1195年8月5日）、源頼朝と共に美濃国青波賀にいた夫の元に知らされた。重成は頼朝から駿馬を賜わると妻の元へ馳せ下った。
建久6年7月4日（1195年8月10日）、武蔵国で亡くなった。墓所は川崎市多摩区にある広福寺。同地の墓碑によると、法号は一室圓如大禅定尼（いっしつえんにょだいぜんじょうに）。

## 没後

### 親族たちの動向
夫の重成は悲しみのあまり出家した。また北条家の面々については喪に服するため、姉の政子は比企能員邸に渡り、父時政と兄義時は本拠地である伊豆国に下った。この服喪は1か月ほど続いた。

### 追善のための架橋
出家した夫の重成はその後、相模川近くに寺堂を建て、念仏を唱える日々を過ごしていた。そこで、相模川渡船で多くの落命者がいることを見て、妻である女房の追善のため、源頼朝の許可を得て独力で橋を架けたという。この橋の落成供養に臨んだ頼朝は落馬してのちに落命したといい、またこの橋の橋脚7本が、1923年（大正12年）9月1日に発生した関東大震災によって姿を現した。

## 系譜
- 父：北条時政
- 母：未詳[注釈 2]
- 夫：稲毛重成
  - 男子：小沢重政
  - 女子：某（綾小路師季室）[10]

## 関連作品
- 『草燃える』（1979年、NHK大河ドラマ、演：中村久美） - 役名は栄子
- 『鎌倉殿の13人』（2022年、NHK大河ドラマ、演：尾碕真花） - 役名はあき